# O Rebu
O Rebu (título internacional: La Fiesta) es una telenovela brasileña producida por TV Globo que se estrenó el 14 de julio de 2014. Basada en la telenovela homónima escrita por Bráulio Pedroso y producida en 1974, la nueva versión está escrita por George Moura y Sérgio Goldenberg, con la colaboración de Charles Peixoto, Flávio Araújo, Lucas Paraízo y Mariana Mesquita, dirigida por Paulo Silvestrini, Luisa Lima e Walter Carvalho y con la dirección general y núcleo de José Luiz Villamarim.
Presentando una narrativo innovadora, toda la historia se desarrolla en 24 horas. En tres tiempos distintos, la noche de la fiesta, el día siguiente de la investigación y los flashbacks con el pasado de los personajes. La primera versión tenía 112 capítulos, las preguntas eran ¿quién murió? ¿Y quién mató? El público sólo vio un cadáver en la piscina. En el capítulo 50 se reveló que el cuerpo era el de una mujer, Silvia. Al final el asesino fue Conrad Mahler, Anfitrión de fiesta y amante del joven Cauê, el novio de Silvia. Patrícia Pillar, Sophie Charlotte,                                         Daniel de Oliveira, Tony Ramos, Marcos Palmeira, Dira Paes, José de Abreu y Cássia Kis Magro interpretan los papeles principales.

## Trama
Una lujosa recepción se ve interrumpida cuando aparece un cuerpo flotando en la piscina. Y eso sí: el asesino está entre los invitados, todos ellos de la alta sociedad. Organizada para celebrar su éxito en los negocios, la fiesta es de la bella empresaria Angela Mahler (Patrícia Pillar). Comparte el foco de atención con Duda (Sophie Charlotte), su “hija del alma”, y el contratista Braga (Tony Ramos), su socio comercial, con quien tiene grandes divergencias.
El clima de celebración se ve amenazado por la llegada de Bruno (Daniel de Oliveira), un joven ambicioso que no sólo ha tenido una relación con Duda, sino que además tiene acceso a importantes informaciones de las empresas de Angela y Braga, y sabe que puede usar ese poder para conseguir lo que quiere. 
Entre los invitados hay varios que tienen asuntos pendientes: traiciones, secretos, juegos de intereses. Y el evento acaba reuniendo enemigos mortales bajo el mismo techo, como un barril de pólvora a punto de explotar.
Inesperadamente, se encuentra el cuerpo de Bruno y lo que era una fiesta se convierte en escenario de un crimen sórdido. Entonces empieza una búsqueda frenética del asesino en la investigación dirigida por el agente Pedroso (Marcos Palmeira) y por Rosa (Dira Paes), su brazo derecho. Detenidos en el interior de la casa y bajo la mirada de los investigadores, todos los invitados son sospechosos.

## Elenco
| Actor/Actriz         | Personaje                  |
| -------------------- | -------------------------- |
| Patricia Pillar      | Angela Mahler              |
| Tony Ramos           | Carlos Braga Vidigal       |
| Sophie Charlotte     | Maria Eudora Mahler (Dora) |
| Daniel de Oliveira   | Bruno Ferraz               |
| José de Abreu        | Bernardo Rezende           |
| Vera Holtz           | Vicky Garcez               |
| Marcos Palmeira      | Delegado Pedroso           |
| Dira Paes            | Rosa Nolasco               |
| Cássia Kis Magro     | Hilda Rezende              |
| Jesuíta Barbosa      | Alan                       |
| Camila Morgado       | María Angélica Garcez      |
| Júlio Andrade        | Osvaldo Pamplona           |
| Mariana Lima         | Roberta Camargo            |
| Jean Pierre Noher    | Pierre Bonnet              |
| Maria Flor           | Camila Pamplona            |
| Pablo Sanábio        | Francisco Pereira (Kiko)   |
| Elea Mercúrio        | Ludmila                    |
| César Ferrario       | Adan                       |
| Bel Kowarick         | Lidia Vidigal              |
| Cláudio Jaborandy    | Severino                   |
| Laura Neiva          | Betina Rosemberg           |
| Michel Noher         | Antonio González           |
| Bianca Müller        | Mirna                      |
| Antônio Fábio        | Nilo                       |
| Nikolas Antunes      | Finito                     |
| Cyria Coentro        | Marineide                  |
| Vinícius de Oliveira | Eduardo                    |
| Olívia Torres        | Valentina Rezende          |
| Eucir de Souza       | Brandon                    |
| Val Perré            | José María                 |
| Rodrigo Rangel       | Canetti                    |
| Marcelo Torreão      | Antenor                    |
| Deto Montenegro      | Mayor Fred                 |
| Rodrigo Pavon        | Gabriel                    |
| Miguel Arraes        | Michel Rezende             |
| Hossen Minussi       | Alfredo Matos              |
| Nicola Lama          | Stefano Giorgio            |
| Bernadete Araújo     | Júlia Pedroso              |
| Dyego Menezes        | João Pedroso               |
| Anna Cotrim          | Lourdes                    |
| Luciana Brittes      | Ana Paula                  |
| Anna Tokiko          | Magda                      |
| Nando Brandão        | H.D.                       |
| Guilherme Prates     | Jonas                      |

## Emisión
| Transmisiones         | Transmisiones | Transmisiones | Transmisiones          | Transmisiones            | Transmisiones   | Transmisiones |
| País                  | Título        | Cadena(s)     | Primera Emisión        | Última Emisión           | Horario Semanal | Hora          |
| --------------------- | ------------- | ------------- | ---------------------- | ------------------------ | --------------- | ------------- |
| Bandera de Brasil     | O Rebu        | Rede Globo    | 14 de julio de 2014    | 12 de septiembre de 2014 | Lu, Ma, Ju y Vi | 23:15         |
| Bandera de Portugal   | O Rebu        | SIC           | 28 de julio de 2014    | 19 de septiembre de 2014 | Lunes a viernes | 23:55         |
| Bandera de Uruguay    | La Fiesta     | Teledoce      | 8 de junio de 2015     | 9 de julio de 2015       | Lunes a jueves  | 21:30         |
| Bandera de Costa Rica | La Fiesta     | Teletica      | 9 de diciembre de 2015 | 5 de enero de 2016       | Lunes a viernes | 00:30         |
| Bandera de Paraguay   | La Fiesta     | Paravisión    | 1 de junio de 2016     | 28 de junio de 2016      | Lunes a viernes | 23:55         |